# Flying Without Wings
Flying Without Wings è un singolo discografico del gruppo pop irlandese Westlife, pubblicato nel 1999.

## Il brano
Il brano è stato scritto da Wayne Hector e Steve Mac e prodotto da quest'ultimo.
Si tratta del terzo singolo estratto dall'album d'esordio Westlife.
Nell'album raccolta Unbreakable - The Greatest Hits Vol. 1 il gruppo ha riproposto il brano con il messicano Cristian Castro e con la sudcoreana BoA in diverse edizioni del CD.
La canzone è presente nella colonna sonora del film d'animazione Pokémon 2 - La forza di uno.
Nel 2003 Ruben Studdard ha realizzato una cover del brano.

## Tracce
CD 1
1. Flying Without Wings - 3:35
2. Everybody Knows - 3:45
3. Flying Without Wings (Video) - 3:40

CD 2
1. Flying Without Wings - 3:35
2. That's What It's All About - 3:20
3. Flying Without Wings (Acappella) - 3:29

## Classifiche
| Classifica (1999) | Posizione raggiunta |
| ----------------- | ------------------- |
| Regno Unito       | 1                   |